# Île de Pianosa (Tremiti)
Ne pas confondre avec l'île de Pianosa située dans l'archipel toscan.
L'Île de Pianosa est une petite île inhabitée de la région des Pouilles en Italie. Elle fait partie de l'archipel des Îles Tremiti dans la mer Adriatique. Avec une superficie de 13 hectares, elle est nettement plus petite que les trois principales îles de l'archipel que sont San Nicola, San Domino et Capraia.
Pianosa appartient administrativement à la commune Isole Tremiti et dépend de la province de Foggia.

## Géographie
L'île a une superficie d'environ 13 hectares, pour une longueur de 700 m et une largeur de 250 m, avec un développement côtier de 1 300 m et une altitude culminant à 15 m, entraînant un recouvrement de l'île lors des grandes marées. Elle est le point le plus septentrional de la région des Pouilles.
Distante d'environ 20,5 km de l'extrémité orientale de Capraia, l'île de Pianosa en est la plus proche. Elle se situe également à environ 20 milles marins au nord de la côte continentale (Rodi Garganico, sur le promontoire de Gargano). Elle apparaît comme un plateau (d'où elle tient son nom signifiant « plate ») de pierres calcaires incliné légèrement vers le sud. Elle est accessible par  de petites embarcations dans un environnement, dangereux, de hauts-fonds.
Le versant côtier septentrional de l'île est au contraire caractérisé par la présence de roches et de falaises.

## Flore et faune
La présence de flore sur l'île est quasi inexistante, celle-ci étant totalement privée de grosses plantes et de maquis. La flore se limite uniquement à quelques plantes succulentes et bulbes d'oignons sauvage.
La faune est aussi très rare sur l'île, se composant de petits reptiles, crapauds et lapins sauvages. Le faucon d'Éléonore, le puffin cendré, le puffin des anglais ainsi que le martinet pâle peuplent le ciel de l'île.
La flore aquatique jusqu'à 30 m de profondeur est constituée de gorgonacea, porifera, de diverses variétés d'algue. La faune est composée de pieuvre, murène, langouste, sériole couronnée et de nombreux perciformes tels que la dorade et le mérou.

## Parc naturel des Tremiti
Avec l'institution en 1989 de la Réserve naturelle marine des îles Tremiti, créée dans le but de protéger la flore et la faune de l'archipel, celui-ci fut divisé en trois zones distinctes.
Pianosa fait partie de la Zone A ou Réserve marine intégrale. Son périmètre est délimité par quatre grandes bouées lumineuses. Dans cette zone, comprenant 500 m autour de l'île, il est interdit de naviguer, de pêcher et de faire de la plongée, à moins d'être accompagné par un guide sub-aquatique autorisé. L'île n'est accessible que sur autorisation préalable de l'entité gérante.
En 1996, la Réserve naturelle marine des Îles Tremiti a été intégrée dans la Zone 1 dans le Parc national du Gargano.